# 松島寛三郎
松島寛三郎（まつしま　ひろさぶろう、1875年4月1日 - 1956年4月22日）は、日本の鉄道技術者・鉄道官僚。京阪電気鉄道常務取締役。

## 来歴・人物
広島県比婆郡口北村(現庄原市)に生まれ、13歳の時に単身同志社中学(現同志社中学校・高等学校)に入学。第一高等中学校経て、1897年(明治30年)卒業。東京帝国大学に合格するが、その年に新設される京都帝国大学に振り分けられた。第一高まで野球部に所属しており、京大在学中に同支社中の野球部のコーチに招聘されている。現在の同志社大学硬式野球部の基礎を作り上げたとも言われる。 
京大工学部一期生として1900年(明治33)卒業。同年10月に山陽鉄道に入社し、1906年(明治39)の国有化後は鉄道作業局湊町保線事務所長、北海道鉄道管理局工務課長、名古屋鉄道管理局工務課長等を歴任。
1920年(大正9)に長谷川謹介に請われ、東海道電気鉄道(現名古屋鉄道)に入り、再び実業界に戻った。1922年(大正11)には新京阪鉄道の設立に参加し、取締役技師長兼支配人となる。社長の太田光熈の片腕として社務を仕切り、新京阪の建設経営の中心人物として活躍することになる。1930年(昭和5年)の親会社京阪電気鉄道との合併後は、常務取締役を務めた。1940年(昭和15)同社退職。

## 事績
- 高規格鉄道線(新京阪京都線)建設
- 関西初の地下鉄(西院－京阪京都)建設
- 私学振興(同志社、大阪医科、大阪歯科、関西医科大学等の理事就任)